# Callianthe vexillaria
Callianthe vexillaria är en malvaväxtart som först beskrevs av Charles Jacques Édouard Morren, och fick sitt nu gällande namn av Donnell. Callianthe vexillaria ingår i släktet Callianthe och familjen malvaväxter. Inga underarter finns listade i Catalogue of Life.